# I.N.R.I. (film)
I.N.R.I. – Ein Film der Menschlichkeit è un film muto tedesco di genere epico-religioso, girato nel 1923 da Robert Wiene con diverse stelle del cinema muto, tra le quali Gregori Chmara, Henny Porten e Asta Nielsen. La pellicola è una narrazione degli eventi che portarono alla crocefissione di Cristo ed è basata su un racconto di Peter Rosegger del 1905. Negli Stati Uniti d'America uscì con il titolo alternativo di Crown of Thorns.

## Trama
Il film si apre con la scena della Natività di Gesù nella grotta di Betlemme, i pastori e i Re Magi vengono ad adorarlo. Cresciuto, Gesù deve fuggire con la famiglia in Egitto per le persecuzioni di Erode, e tornerà in patria fanciullino. Il film mostra la scena di Gesù che conversa coi Dotti del Tempio, quando era stato dimenticato per errore dalla Famiglia.
Successivamente il film con uno stacco, mostra un Gesù ormai uomo, che è dedito a diffondere la Parola nel mondo. Nel deserto, Giovanni il Battista va errando e predicando la venuta del Messia, e le sue prediche giungono alla corte di Erode Antipa, che lo fa' catturare e processare. A Gerusalemme il Sommo Sacerdote Caifa riceve notizie di un nuovo Messia che va girando per la Galilea, e dà compito ai suoi discepoli di controllare la situazione. Gesù nel frattempo è dedito a racimolare Discepoli, guarisce la figlia di Giairo, diffonde la parabola del Regno dei cieli ai bambini, salva Maria di Magdala dalla lapidazione per accusa di adulterio, e infine risuscita Lazzaro dalla sua tomba.
Arriva il momento della Passione: Gesù in attesa della Pasqua, giunge sulla mula a Gerusalemme, accolto festosamente, ma lui vede che il Grande Tempio di Salomone è pieno di mercanti che ingannano la folla per i sacrifici, sicché irato li scaccia. I Farisei si riuniscono nel Sinedrio e avvicinano il discepolo Giuda, per convincerlo col denaro a ingannare Gesù, per consegnarlo a loro. Giunge il giovedì santo, Gesù coi Discepoli celebra l'ultima cena, e si reca sul Monte degli ulivi a pregare il Dio Padre. Le sequenze del film hanno molta espressività, Gesù dichiara che verrà tradito da uno dei Discepoli, e indica Giuda, tra lo sgomento generale, successivamente dichiara a Pietro che verrà rinnegato da lui 3 volte quella notte stessa. Sul Monte degli Ulivi, Gesù chiede a Pietro e ad altri pochi fedeli di vegliare per lui, ma essi si addormentano. Giunge Giuda con il drappello dei Farisei, Gesù viene preso, arrestato e condotto nel Sinedrio, interrogato da Caifa, che gli domanda se lui è veramente il Re dei Giudei e il Messia annunciato. All'affermazione di Gesù, Caifa decreta la sua condanna a morte, ma non potendola eseguire, fa mandare Gesù dal governatore romano Pilato. Nel tumulto generale fuori il Sinedrio, mentre Gesù va in prigione, Pietro è avvicinato da delle persone che lo riconoscono come discepolo di Cristo, ma lui rinnega per 3 volte.
Pilato nelle sue stanze viene bruscamente richiamato dalle guardie, perché deve interrogare con la massima urgenza Gesù, accusato di bestemmia. Pilato si fa portare davanti Gesù, e inizia a interrogarlo con circospezione. Le scene si soffermano assai sul volto espressivo e violento di Pilato, che indaga su Gesù, che appare quasi come un umile prigioniero. Pilato, non trovandovi nulla di punibile con la morte, ordina che Gesù sia frustato, e i romani così fanno, deridendolo infine con una tunica rossa che gli applicano, insieme a un bastone e a una corona di spine, bollandolo sarcasticamente come Re dei Giudei. Dato che la folla reclama una condanna esemplare, Pilato dubbioso decreta che Gesù sia crocifisso; Cristo allora è caricato di una croce di legno, e tra la folla furiosa, percorre la strada verso il Monte Golgota, dove viene crocifisso con altri 2 ladroni.
Le ultime sequenze del film, mostrano espressivamente i tratti della sofferenza nei volti della Madonna, di Maria di Magdala, i Discepoli, e infine Cristo, che invoca urlando l'intervento di suo Padre, per rimettersi, infine, nelle sue mani. Con la morte di Gesù, termina il film.

## Critica
Due sono gli elementi che contraddistinguono il film. Da una parte la scenografia, realizzata facendo riferimento a rappresentazioni già note nel campo delle arti visive. Dall'altra il grande valore riposto nella rappresentazione d'effetto di grandi masse di persone, come ad esempio nella scena del discorso della montagna o in quella dell'ingresso a Gerusalemme di Gesù di Nazaret.
Dopo la prima, il film non ricevette solo critiche negative da parte della stampa. La Frankfurter Zeitung scriveva: "Il reale effetto del film, che doveva conquistare il mondo, sta nella sostanza stessa di questo cinema così spesso criticato: vale a dire nel suo mutismo, nel grande silenzio che pervade i sette atti." Il film non raggiunse tuttavia le vette del precedente film di Wiene, Das Cabinet des Dr. Caligari. Più volte era stato tentato di trasporre su film la vita di Gesù Cristo, ma senza ottenere mai un risultato soddisfacente. Oscillanti tra la sacralità e l'eccessiva umanizzazione del figlio di Dio, tutti i film incentrati sul Cristo risultarono inefficaci. Wiene ci provò dunque nel 1924 ricorrendo all'espediente della cornice narrativa: un assassino assiste ad una rappresentazione della passione di Cristo e attraverso questa viene purificato. Wiene si basò su un racconto di Peter Rosegger, in una rappresentazione della passione fedele ai vangeli sinottici. Trasfigurata in una bellezza semplice, materna e dolce, la Madonna interpretata da Henny Porten ricorda quella dipinta da Raffaello; con una bellezza fantasiosa, arrogante, civettuola ed in seguito con lacrimante viene invece raffigurata la peccatrice Maria Maddalena tramite l'attrice Asta Nielsen. Nell'impossibile ruolo del Cristo provò a cimentarsi (vanamente) l'immigrato russo Grigori Chmara, per altro fidato partner della Nielsen. Nel complesso, comunque, il film fu un fallimento, nonostante Werner Krauß nel ruolo di Ponzio Pilato e nonostante Alexander Granach in quello di Giuda.
Il film viene considerato il primo grande lungometraggio biblico tedesco. Basato su un romanzo, Wiene diede un nuovo orientamento religioso in un'epoca contraddistinta da grandi insicurezze economiche e politiche. La trasposizione cinematografica della vita di Cristo viene integrata nell'ambito di una cornice narrativa che fa riferimenti alla contrapposizione del cristianesimo rispetto al comunismo. La talvolta esasperata teatralità nella rappresentazione della vita di Gesù fu però oggetto di critica già all'epoca.